# First Blood Last Cuts
First Blood Last Cuts é a primeira coletânea do W.A.S.P., lançado em 1994.

## Faixas
1. "Animal (Fuck Like A Beast)"
2. "L.O.V.E. Machine"
3. "I Wanna Be Somebody"
4. "On Your Knees"
5. "Blind In Texas"
6. "Wild Child"
7. "I Don't Need No Doctor"
8. "The Real Me"
9. "The Headless Children"
10. "Mean Man"
11. "Forever Free"
12. "Chainsaw Charlie (Murders in the New Morgue)"
13. "The Idol"
14. "Sunset And Babylon"
15. "Hold On To My Heart"
16. "Rock And Roll To Death"